# NGC 67
NGC 67 (други обозначения – MCG 5-1-64, ZWG 499.104, ARAK 4, ARP 113, VV 166, PGC 1185) е елиптична галактика (E) в съзвездието Андромеда.
Обектът присъства в оригиналната редакция на „Нов общ каталог“.
Галактиката е открита от ирландския астроном Уилям Парсънс на 7 октомври 1855 г.